# トゥーザウモット市
トゥーザウモット市（ベトナム語：Thành phố Thủ Dầu Một、 発音）はベトナムのビンズオン省の都市であり、ビンズオン省の省都である。トゥーザウモットの全面積は118.67km2、人口は2017年時点で502,976人となっている。トゥーザウモットはホーチミン市の中心街から北に約20km、サイゴン川の左岸に位置する。トゥーザウモットは行政上は独立した都市であるが、ホーチミン市都市圏の衛星都市であると考えられている。日本語表記としては、トゥーザウモットのほかにトゥーヤウモット、トゥーヤウモッ、テュダウモットなどが使用されることがある。旧漢字表記は守油蔑または守酉沒があるが、現代中国語での呼称は「土龍木」である。地名はクメール語Thun Đoón Booth由来説、越語「フタバガキ陣地」説、越語Thủ Dầu Miệt由来等諸説あり。

## 行政区画
トゥーザウモットには14の坊がある。

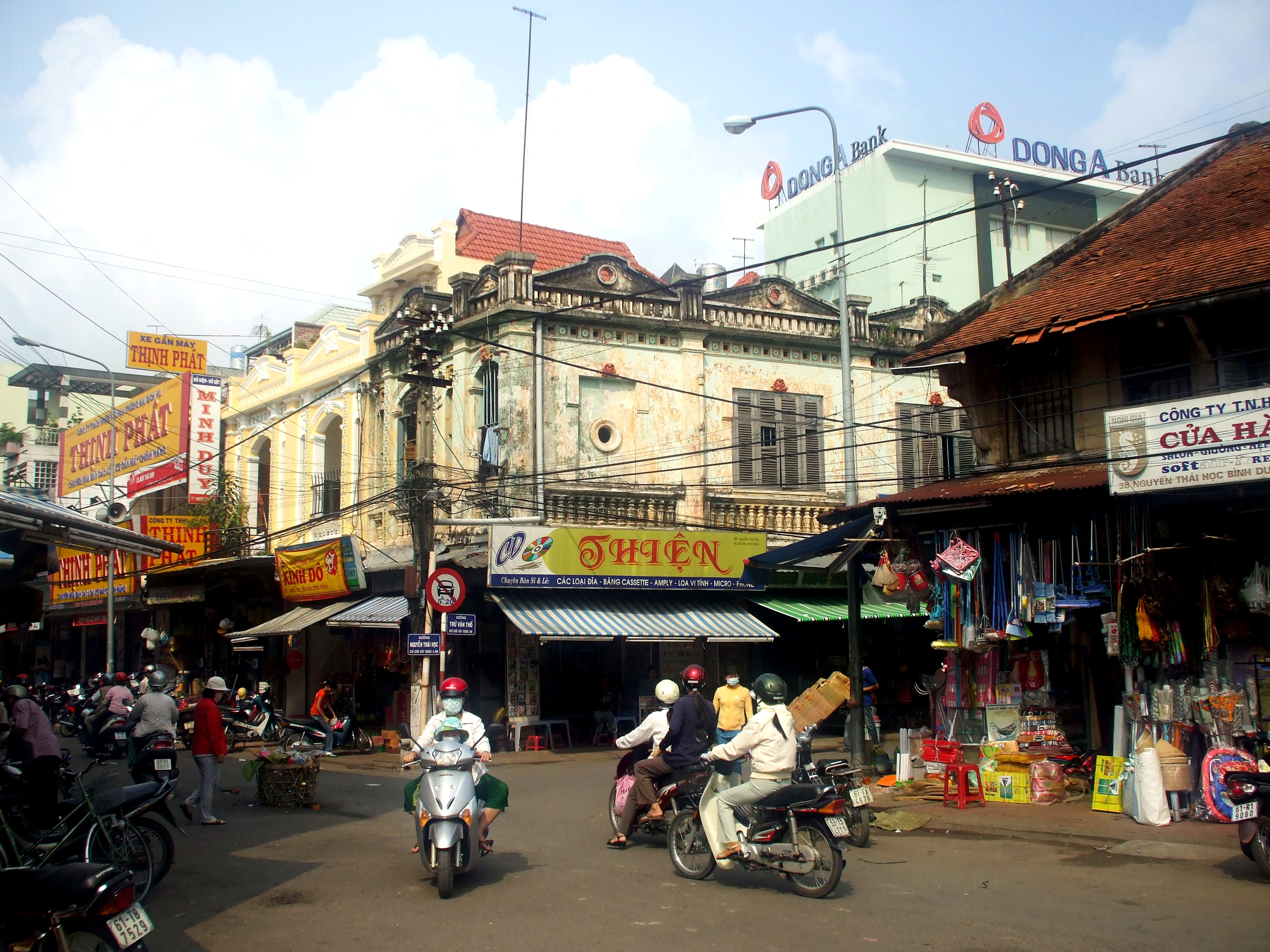
市内の様子

- フークオン（Phú Cường / 富強）
- ヒエップタイン（Hiệp Thành / 協成）
- チャインギア（Chánh Nghĩa / 正義）
- フート（Phú Thọ / 富壽）
- フーホア（Phú Hòa / 富和）
- フーロイ（Phú Lợi / 富利）
- フーミー（Phú Mỹ / 富美）
- ディンホア（Định Hòa / 定和）
- ヒエップアン（Hiệp An / 協安）
- フータン（Phú Tân / 富新）
- ホアフー（Hòa Phú / 和富）
- タンアン（Tân An / 新安）
- トゥオンビンヒエップ（Tương Bình Hiệp / 襄平協）
- チャインミー（Chánh Mỹ / 正美）

## 経済
トゥーザウモットはビンズオン省が周辺地域の重要な産業拠点となるにつれ、1997年より急速な市街拡大と経済発展を遂げている。2007年1月、トゥーザウモットは公式に3級都市に認定され、2012年7月に市へと昇格した。また、4200haの技術特区が開発中である。トゥーザウモットはホーチミン市都市圏（都市圏の中にはトゥーザウモット市、ニョンチャック県、タンアン市、ビエンホア市、ドンナイ省とビンズオン省の一部が含まれる）内で現代的な都市へと変化している。
また、2012年3月には、ビンズオン省における都市開発を進めるため、東京急行電鉄とベカメックスIDCが合弁会社ベカメックス東急（BECAMEX TOKYU CO.,LTD.）を設立、2013年4月にはトゥーザウモットにベカメックスホテルが開業している。

## 施設

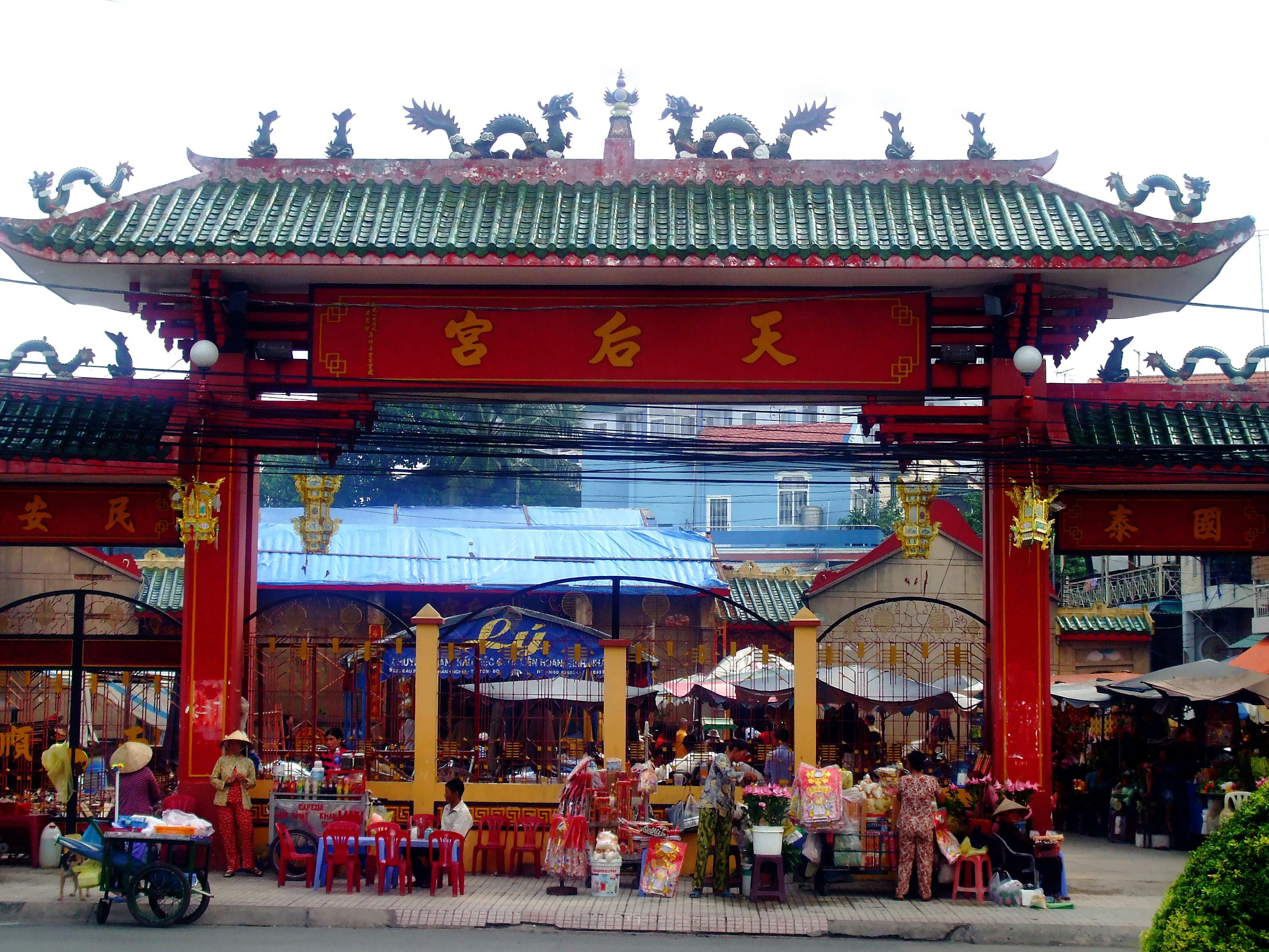
媽祖を祀った寺院、天后宮（Chùa Thiên Hậu）

- ホイカイン寺（英語版）（會慶寺）
- 天后宮
- ダイナム公園
- トゥーザウモット市場
- オン寺院
- トゥオン・ビン・ヒエプのチチオール村落
- 陶芸村
- フーロイ収容所